# 정부입법지원센터
정부입법지원센터는 정부입법계획 및 중앙부처 입법현황, 입법예고, 행정예고, 공포 및 발령, 법령안편집기, 입안심사기준, 법령해석, 자치입법 지원, 법제지식, 입법지식 등 일괄 서비스하는 입법정보 포털 사이트이다.

## 연혁
- 2006년~2012년: 법령입안시스템, 법제지원시스템, 법령안편집기, 국민참여입법시스템 등 17개 입법지원시스템 개발
- 2013년~2014년: 법령안 입안단계부터 법령공포까지 모든 입법절차를 하나의 시스템에서 일괄 처리할 수 있는 통합 정부입법지원센터 구축

## 같이 보기
- 국가법령정보센터
- 입법예고
- 행정예고